# Eustace Lycett
Eustace Lycett (Stoke-on-Trent, 21 de dezembro de 1914 — Fullerton, 26 de novembro de 2006) é um especialista em efeitos visuais estadunidense. Venceu o Oscar de melhores efeitos visuais em duas ocasiões: por Mary Poppins e Bedknobs and Broomsticks.